# Jättemyrslok
Jättemyrslok (Myrmecophaga tridactyla) är den största representanten för myrslokarna, förekommer i Central- och Sydamerika och placeras som ensam art i släktet Myrmecophaga.

## Utbredning
Arten förekommer i Central- och Sydamerika från Honduras norra gräns till norra Argentina.

## Utseende och anatomi
Jättemyrsloken kan bli 1,2 meter lång (exklusive svansen) och 60 cm hög vid manken. Den yviga svansen blir 65 till 90 centimeter lång. Vikten ligger på mellan 18 och 39 kilogram.
Påfallande är den långa smala nosen. Den har en lång tunga  som kan sträckas ut upp till dryga 60 cm, men diametern är bara 10 till 15 mm. Tungans muskler ligger vid övre delen av bröstbenet medan de flesta andra däggdjur har liknande muskler vid tungbenet. Artens spottkörtlar ligger bakom örat och även inne i halsen fram till axlarna. De är tillsammans lika stora som övriga delar av huvudet och bildar en saliv som liknar klister. Ögonen och öronen är jämförelsevis små. Hela kroppen är täckt av ganska styva hår med en större styvhet och längd på svansen. Pälsens grundfärg är gråbrun till mörkbrun. Kännetecknande är ett trekantigt svart band med vita kanter från ryggens centrum över nedre axlarna och bröstet till andra sidan bålen. De främre extremiteterna är vitaktiga med en svart teckning vid vristen samt med en svart tvärstrimma bakom klorna. De bakre extremiteterna och svansens päls är mörkare än övriga kroppen. De främre fötterna har fem tår och vid de tre mellersta tårna finns förlängda klor (det vetenskapliga namnet syftar på detta särdrag: tridactylus - tretåig). Även de bakre extremiteterna har fem tår med korta klor.
Honor saknar livmoderhals, inre blygdläppar och honans klitoris är gömd. Hennes två spenar ligger vid bröstet. Hos hannar saknas penisben och testiklarna ligger inne i kroppen istället för i ett scrotum. Arten har stora luktlober och därmed ett väl utvecklat luktsinne.

## Ekologi
Habitatet utgörs bland annat av torra skogar, savanner, regnskogar, buskskogar och träskmarker. Sovande myrslokar hittades i öppna landskap såväl som i områden med ett tätare växttäcke. Arten besöker även jordbruksmark och den använder ofta människans väger för att nå andra områden.
Jättemyrsloken bor ovan mark. Den går på kanten av fötterna för att inte skada klorna. Den är vanligen dagaktiv men i områden med mycket människor kan den vara nattaktiv. Vid vila gömmer den sig i tät vegetation eller i naturliga grottor men den bygger inga egna bon. Arten är inte aggressiv men kan försvara sig väl med sina vassa klor om den blir attackerad. Vanligtvis tar den till flykten. Bland artens naturliga fiender finns jaguar och puma.
Den lever ensam i ett revir med en storlek upp till 9 000 hektar. Utanför parningstiden är vuxna jättemyrslokar aggressiva mot artfränder och undviker kontakt. När två hannar möts kan de gå i cirklar kring varandra och i sällsynta fall angripa varandra med klorna. Några gör skrapmärken i träd, troligen för att hävda revir.

### Föda
Jättemyrsloken är tandlös och äter termiter och myror. För att öppna stacken använder den sina skarpa klor. Den täta pälsen skyddar mot insekternas bett och syra. Enligt olika studier kan den äta upp till 35 000 termiter eller myror per dag. I enstaka fall äter den även larver av skalbaggar eller frukt. I djurparker får den oftast en blandning av mjölk och ägg samt larver av vanlig mjölbagge (Tenebrio molitor) och köttfärs. När myrsloken äter sträcker den ut tungan cirka 160 gånger per minut och sväljer i princip oavbrutet.

### Fortplantning
Honor kan para sig året om. Den kortaste konstaterade tiden mellan två födslar är nio månader. Dräktigheten varar i cirka 190 dagar varefter en enda unge föds. Ungen väger ett till två kilogram och klättrar efter födelsen upp på moderns rygg. Den stannar där i 6 till 9 månader och kommer bara ner för att dia. Ungen avvänjs efter två till sex månader, och efter ungefär två år är den självständig. Efter tre till fyra år är den könsmogen. Den äldsta kända individen i fångenskap blev 26 år gammal. Livslängden i naturen uppskattas till 15 år.
Hannar känner med hjälp av lukten när honan är brunstig men lukten registrerar även hannar som försökte para sig med en hona som inte var mottaglig. Enligt två studier från 2013 förekommer en fördröjd embryoutveckling hos arten, men andra studier stödjer inte denna teori.

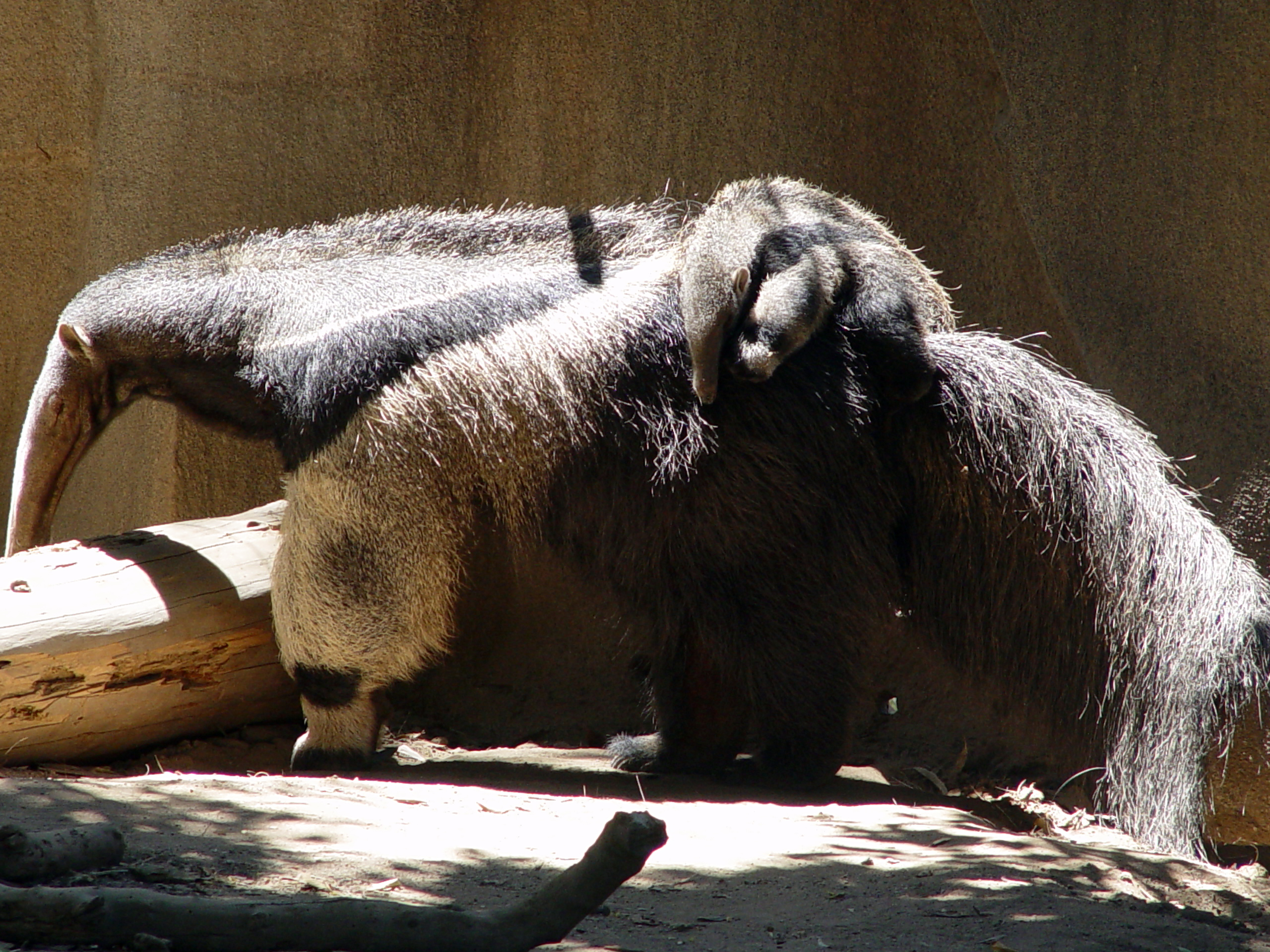
Jättemyrslok med ungdjur på ryggen
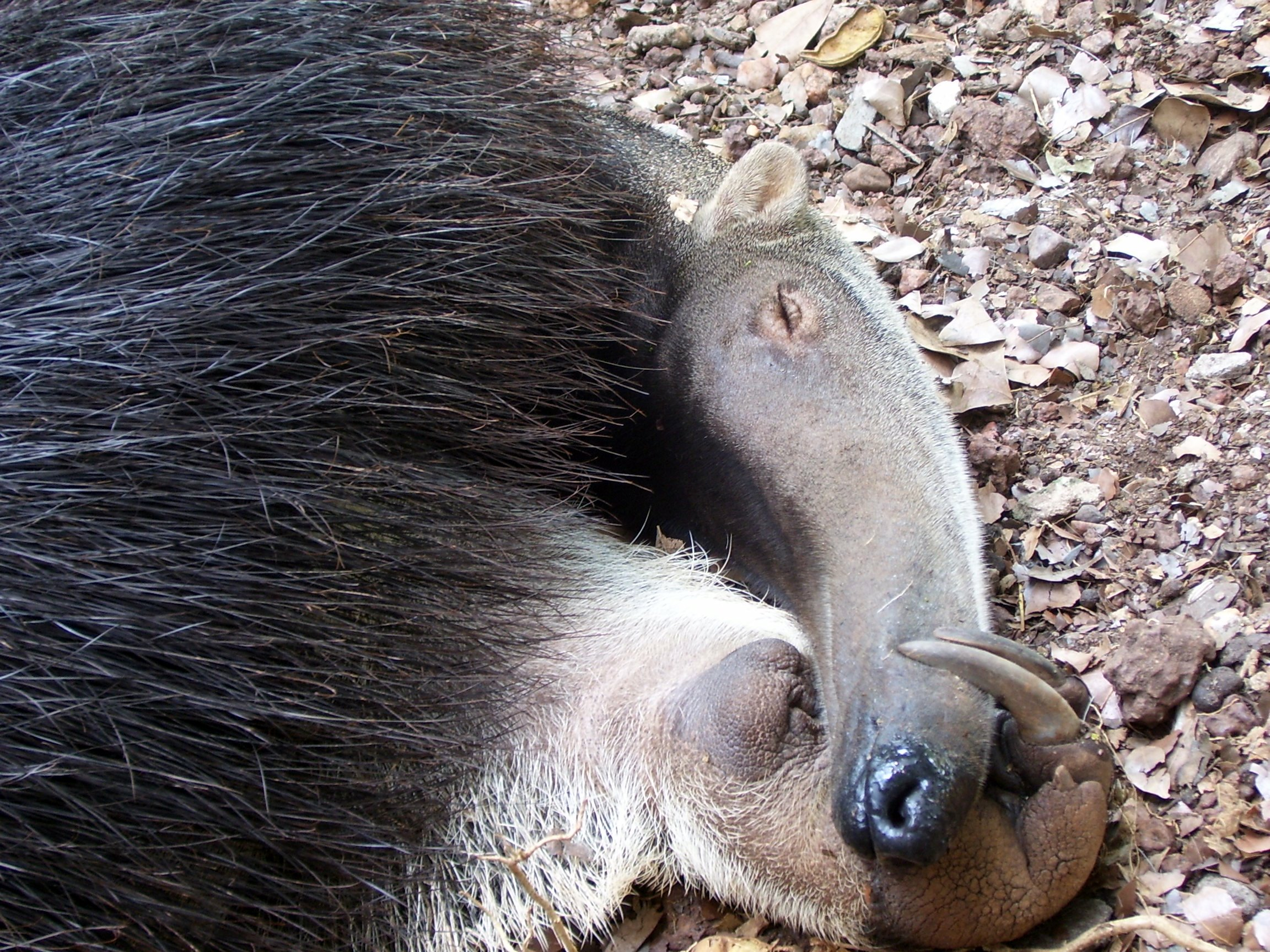
Sovande jättemyrslok
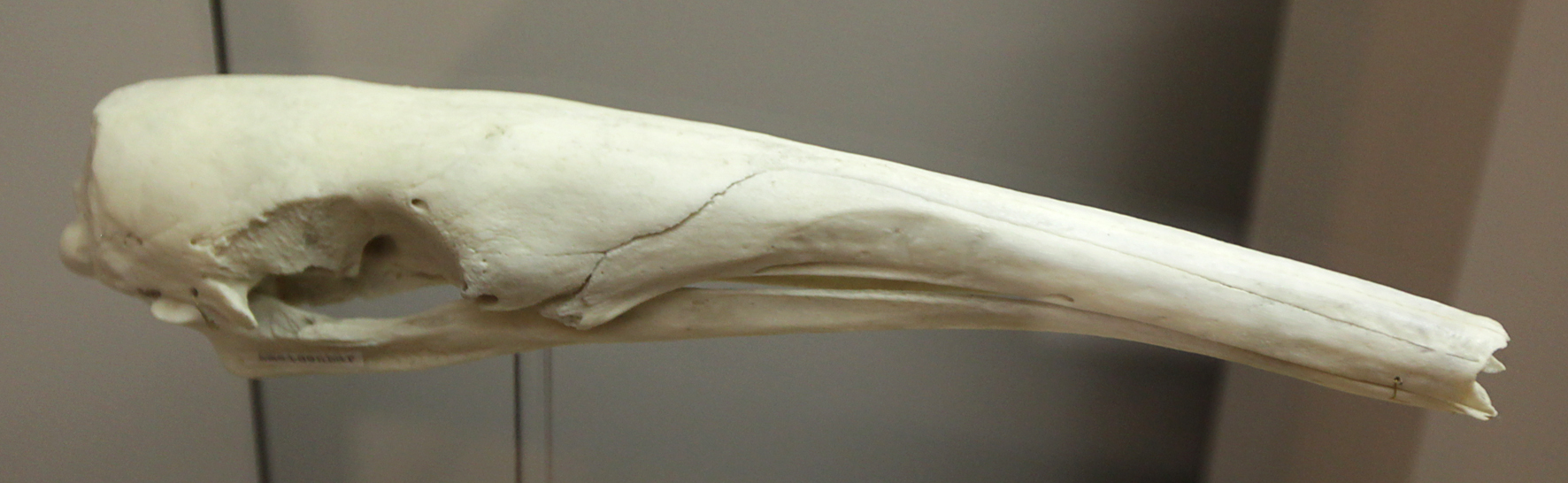
Skalle

## Status och hot
Arten hotas av habitatförstöring samt av jakt. Olika kroppsdelar, till exempel köttet används som mat, huden som läder och klorna som smycken. Dessutom dör många i trafiken. Mellan 2006 och 2010 kategoriserades arten av IUCN som nära hotad men sedan 2010 kategoriseras den åter som sårbar (VU).

## Systematik och evolution
De närmaste nu levande släktingar till jättemyrsloken hittas i släktet tamanduor. Enligt molekylärgenetiska undersökningar skilde sig släktenas utvecklingslinjer för cirka 13 miljoner år sedan under miocen. Fossil från denna epok listas ibland i egna släkten (Neotamandua, Nunezia) eller redan i släktet Myrmecophaga. De äldsta fossilen av arten jättemyrslok är 1,9 till 1,0 miljoner år gamla. Fossil av arten M. caroloameghinoi är ungefär två miljoner år äldre.